# نارنجک‌انداز ام۷۹
نارنجک‌انداز ام۷۹ (به انگلیسی: M79  grenade launcher) یک نارنجک‌انداز کمرشکن کالیبر ۴۰ میلی‌متری است که در سال ۱۹۶۱ توسط کشور آمریکا طراحی و ساخته شده‌است. سرعت اولیه گلوله پرتاب شده ۷۶ متر در ثانیه و حداکثر برد شلیک ۴۰۰ متر است.

## مشخصات
ساخت  ایالات متحده آمریکا
کالیبر ۴۰ میلی‌متر
نوع مهمات 40x46mm
نرخ آتش ۶ تیر در دقیقه
وزن سلاح ۲٫۹۳ کیلوگرم

## کشورهای استفاده‌کننده
| - استرالیا - برزیل: Used by the Brazilian Army. - کامبوج - چاد - کلمبیا - کاستاریکا - جمهوری دومینیکن: Used by the Dominican Army. - السالوادور - اریتره - اتیوپی - فیجی - یونان - گواتمالا - هائیتی - هندوراس - اندونزی - ایران - جمهوری ایرلند - اسرائیل - جامائیکا: Jamaica Defence Force. - اردن | - کنیا - اقلیم کردستان عراق – پیشمرگه - لبنان - مالزی - میانمار - نیکاراگوئه - عمان - پاراگوئه - فیلیپین - پرتغال - سنت وینسنت و گرنادین‌ها - عربستان سعودی - سومالی - کره جنوبی: Manufactured by S&T Daewoo under license as KM79. - اسپانیا - تایوان - تایلند - ترکیه - ایالات متحده آمریکا - ویتنام: Locally produced (at Factory Z125) as M79-VN, with plum-red synthetic stock and دوربین تفنگ. - یمن |

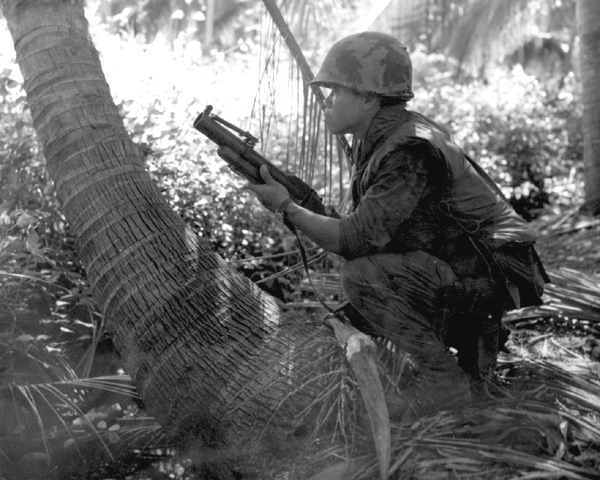
Soldiers of the Royal Thai Army Volunteer Regiment (Queen's Cobras) conduct a search and sweep mission in Phuoc Tho, 1967